# Баев, Игорь Александрович
И́горь Алекса́ндрович Ба́ев (20 июня 1940, Алапаевск Свердловской области — 21 марта 2021, Челябинск) — доктор экономических наук, профессор, заслуженный работник высшей школы Российской Федерации, председатель Совета по защите кандидатских и докторских диссертаций. Декан факультета «Экономика и управление»., заведующий кафедрой «Экономика и финансы» Южно-Уральского государственного университета.

## Биография
В 1963 году окончил Челябинский политехнический институт по специальности «Автоматика и телемеханика». С 1967 по 1970 гг. являлся аспирантом кафедры экономики промышленности и организации производства ЧПИ. В 1974 г. защитил кандидатскую диссертацию, в 1991 г. — докторскую диссертацию. С 1991 г. является заведующим кафедрой «Экономика и финансы» ЮУрГУ.

## Научная деятельность
Автор более чем 200 печатных научных трудов, в том числе учебных пособий с грифами учебно-методических объединений и научно-методических советов различных уровней. Автор 12 компьютерных обучающих программ по рыночной экономике. Является одним из авторов учебника «Экономика предприятия», вошедшего в список 300 лучших учебников для высшей школы РФ.
Является председателем диссертационного совета Д 212.298.07 по специальности 08.00.05 — Экономика и управление народным хозяйством (экономика, организация и управление предприятиями, отраслями и комплексами — промышленность; управление инновациями и инвестиционной деятельностью) (экономические науки).
Под руководством Игоря Александровича успешно защитились 9 докторов наук (утверждённых ВАК) и 47 кандидатов наук.
Основные направления научной деятельности: инвестиционная деятельность промышленных предприятий, адаптивное управление промышленными предприятиями, управление инвестиционными процессами, логистика.

## Преподавательская деятельность
Читал курсы «Микроэкономика», «Макроэкономика», «Экономика предприятия», «Основы управления».